# Pozsonyligetfalu
Pozsonyligetfalu, köznyelvben: Ligetfalu, Pozsonyliget (szlovákul Petržalka, németül Engerau / Ungerau) Pozsony városrésze, korábban falu Szlovákiában, a Pozsonyi kerületben, a Pozsonyi V. járásban.

## Fekvése
Pozsony központjától 1 km-re, délre (a Duna túlsó, jobb partján) fekszik. 1946 óta Pozsonynak a Duna jobb partján fekvő, lakótelepekkel beépített része. Pozsony belvárosa felé öt híd ível át a Dunán. A legnyugatibb és egyben a leghosszabb a Lanfranconi híd, amely a D2-es autópálya hídja. Tőle keletre, a pozsonyi vár felé, az óvárosban található a Szlovák Nemzeti Felkelés hídja, Pozsony egyik jelképe. A folyón lejjebb az Öreg híd következik, amelynek elődjét legelső állandó hídként Ferenc József hídra keresztelték. A sorban a kecses Apollo híd következik, mint legifjabb átkelője a városnak. A legkeletibb a Kikötői híd, amelynek alsó szintjén vasút, míg felül a D1-es autópálya vezet.

## Története
A mai Pozsonyligetfalu helyén már a történelem előtti időkben dunai gázló volt. A rómaiak idején a határvédelmi rendszer, a limes húzódott erre.
A honfoglalás után a magyar határvédelmi rendszert őrző népek települtek itt meg. A Duna itteni két nagyobb szigetét 1225-ben „Mogorsciget” (Magyarsziget) és „Beseneusciget” (Besenyősziget) néven említik. Ekkor, II. András király idejében besenyő település és urasági major volt a helyén. A tatárjárás során az ősi település valószínűleg elpusztult és a környéket németekkel telepítették be. 1278-ban IV. László oklevele egy „Flezyndorph” nevű települést említ itt. 1493-ban egy új település, „Ungerau” neve bukkan fel ezen a részen. A név a falu egykori magyar lakosságára utal, az elnevezés azonban már német. A név később a németek ajkán „Engerau” alakra módosult. A 16. században nagyarányú német betelepülés kezdődött és délről a török elől menekülő horvátok is érkeztek a környező vidékre. A 17. század közepén a pozsonyi uradalom részévé vált, urai a Pálffyak voltak. 1672-ben fatelep kezdte meg itt működését. Magyarország első katonai felmérése keretében 1753-ban és 1763-ban készült térképeken Pozsonyligetfalu területén két falu, Flocendorf és Engerau látható.
Vályi András 1796-ban kiadott geográfiai szótárában így ír a faluról: „ENGERAU. Német falu Poson Vármegyében, földes Ura Gróf Pálfy Uraság, lakosai katolikusok, és Augustána Vallásbéliek. 1787ben Helységbéli Káplány rendeltetett oda, fekszik Poson Városának szomszédságában, határja jó termékenységű, gyümöltsösei hasznosak, és már a’ Duna ki öntésitöl is mentek, miolta a’ nagy töltés elkészíttetett; de azelőtt a’ házakat is elhordta a’ Duna vize, mostani Temploma Augustini nevű volt Posoni Káplánnak öszve szedegetéséből építtetett Szent Jánosnak tiszteletére, lakosai fuvarozással, ’s egyébekkel is kereskednek, nevezetes javaihoz, ’s jó piatzozó helyéhez képest, első Osztálybéli.”
A települést 1809. június 3. és július 12. között franciák tartották megszállva. A falu a 19. században a pozsonyiak kedvelt kirándulóhelye lett. Az Au-Kávézó 1826-ban, az Aréna 1828-ban nyílt meg. Nyári színház is működött itt bécsi és pesti színészekkel.
A 19. század közepén Fényes Elek ezt írja róla: „Engerau, Pozson m. német falu, Pozsonnyal átellenben a Duna jobb partján, 439 kath. 129 evang. lak.; kik szép teheneket tartanak; sok gyümölcsöt, kerti veteményt, zöldséget termesztenek, s mindezekből, mind tejből, vajból Pozsonban sok pénzt bevesznek. Van itt egy vendégfogadó is, s a Duna partján egy kápolna. Egyébiránt a helység a Duna áradásától sokat szenved. 1809-ben pedig a franczia ostromlással egészen leégett. F. u. a gr. Pálffy senioratus.”
A magyar „Ligetfalva” név 1863-ban bukkan fel először. 1866-ban 103 házban 594 lakos élt a településen. 1890-ben állandó vashíd – a Ferenc József híd – épült a Dunán és ezzel a falu fokozatosan Pozsony elővárosává lett. 1891-ben megindult a Pozsony-Szombathely vasúti forgalom, mely intenzív ipari fejlődést hozott a községre.
Borovszky Samu monográfiasorozatának Pozsony vármegyét tárgyaló része szerint: „Ligetfalu, német kisközség, Pozsony közvetetlen közelében, 179 házzal és 1805 lakossal. Vallásuk róm. kath. és ág. h. ev., de az előbbiek többségban vannak. E község újabb telepítvény, melynek helyén még a XVIII. század második felében csak néhány elszórtan fekvő ház állott. Napoleon hadainak itt volt a főhadiszállása, s a megerősített templomból ágyúzták a pozsonyi várat. 1859-ben a jégzajlás majdnem az egész községet elsorodta, 1848-ban pedig a szerbek és a horvátok felgyújtották. E község Engerau néven is ismeretes volt. Ma a Pálffy-féle szeniorátusnak és a pozsonyi társaskáptalannak van itt nagyobb birtoka. E községben több nagy gyártelep van, így a Westen P. társaság zománczozott-edény gyára, Levy James gépszíjgyára, Harsch testvérek fadobozgyára és e vidéken van Durvay Antal téglagyára. A községhez tartozik ma Pocsfalva puszta, melyet már Mátyás királynak 1466-ban kelt és a gellei székre vonatkozó szabadalomlevele is említ Boczfalva néven, s melyet II. Lajos királynak 1524-iki rendelete Poczfalvának nevez. E pusztán kívül Kültelek is ide tartozik. A községnek van saját postája, távírója és vasúti állomása.”
A trianoni diktátumig Pozsony vármegye Pozsonyi járásához tartozott, majd az Csehszlovákiának ítélte.
A háború után lakosságának számát a cseh és szlovák munkások tömeges beköltözése többszörösére duzzasztotta. 1930-ra már 14 164 lakosa volt és ebből több mint 55% volt a csehek és szlovákok aránya, 22% német, 14,3% magyar.

### A két világháború között
Pozsonyligetfalu 1938. november 20-tól az Első bécsi döntés értelmében a Harmadik Birodalom Reichsgau Niederdonau kerületének része lett és felvette német nevét: „Engerau (an der Donau)”. Hitler Pozsonyt sosem látogatta meg, azonban 1938 novemberében látogatást tett a pozsonyi hídfőnél. Ott látta a túlparton álló Milan Rastislav Štefánik emlékművet, amelynek oszlopán Csehszlovákia jelképe, az oroszlán állt. Miután elmagyarázták a pajzs jelképét Hitler csak azt motyogta: „Die Katz muss runter!” (A macskának lent a helye!) 7 hónappal később a pajzsot az oroszlánnal együtt eltávolították. Ma az Eurovea bevásárlóközpont mellett áll a túlparton, a rekonstruált Štefánik emlékművel együtt 90 fokkal elfordítva.
A német birodalom kiszolgálására a két legnagyobb – a Matador és Kovosmalt – üzemet a bécsi Semperit gyárhoz csatolták, és átállították a fegyvergyártásra. A Bécs–Pozsony vasút 1919-től nem érintette Pozsonyligetfalut, azonban a megnövekedett szállítási igények alapján azt 1941-től közvetlenül a pozsonyligetfalui állomásra vezették. 1944. novemberének végén hozták létre a náci vezetők a zsidók kényszermunkatáborát, amely 1945. március végéig működött. A 2000 fogoly munkaszolgálat keretében sáncépítésben vett részt az ún. délkeleti falon. Több száz emberrel végzett a kimerültség, az éhség, vagy a nagy hideg. 1945. március 29-én a tábort kiürítették, és a túlélőket halálmenetben Engerauból Wolfsthalon és Hainburgon át az Alsó-Ausztriában fekvő Bad Deutsch-Altenburgba hajtották. Itt több mint 100 magyar zsidót öltek meg. A túlélőket hajókon szállították tovább a mauthauseni koncentrációs táborba. Az egykori határ emlékét őrzi az Öreg híd lábának jobb és bal oldalán lévő ellenőrző épületek, amelyekben ma galéria és egy vendégház működik.

### A második világháború után
1945. április 4-én érkezett meg a Vörös Hadsereg a településre. A szlovák vizsgálók exhumálták a temető maradványait, ahol több mint 400 fogoly van eltemetve öt sírban, a városi temető északkeleti falánál. Itt egy emlékművet állítottak fel, emlékezve a magyar-zsidó munkaszolgálatosokra. Az Osztrák Népbíróság hat eljárásában 1945–1954 között összesen kilenc főt ítélt halálra az Engerauban elkövetett tetteikért.
1945. június 20-a után a település határában a Csehszlovák Hadsereg 17. Gyalogezredének katonái a már május óta működő, magyar és német nemzetiségűek részére működő gyűjtőtábort működtettek. Karol Pazúr hadnagy, az ezred vizsgálótisztje és a pozsonyi Bedrich Smetana ideológiai tiszt utasítására Prerov határában 265, bányászmunkákról hazafelé tartó németet és magyart, köztük 71 gyermeket végeztek ki egy éjszaka leforgása alatt.
1946. április 1-től Pozsony része lett Bratislava Petržalka néven, majd 1985–1990 között Pozsony V. kerülete lett.
1946-ban itt működött a szlovákiai németek és magyarok legnagyobb internálótábora. német lakóit kitelepítették Németországba, a magyarok nagy részét pedig Magyarországra. Helyükre is csehek és szlovákok költöztek.
1947. május 20-án Pozsonyligetfalu közelében, nem messze a határtól, egy légvédelmi futóárokban megtalálták annak a 90 magyar leventének a holttestét, akiket amerikai fogságukból hazatérőben, 1945 augusztusában Pozsonyligetfalunál feltartóztattak, kifosztottak, majd agyonlőttek. Az esetről csupán a demokrata Čas közölt tudósításokat, hamarosan azonban a lap számára is megtiltották a hírszolgáltatást. Más források szerint a tömeggyilkosság áldozata 76 nő, 12 gyermek és 2 idősebb férfi volt, akik főleg pozsonyi német nemzetiségű lakosok voltak, kisebb részben magyarok, illetve a szentgyörgyi hadifogolytáborból érkezett személyek. Az elkövetők sem szovjet, hanem csehszlovák katonák voltak.
1973–1985 között épült fel a Csehszlovákia legnagyobb lakótelepe. Azóta a szocialista tervezésű városrészben a panelházak dominálják a táj képét. A régi utcák teljesen eltűntek.

## Közlekedés
2005-ben készült el Pozsony ötödik hídja, ami az Apollo nevet viseli.
A szocializmus vége előtt a B jelű metróvonal kiépítését tervezték a jobbparti városrész és a Duna bal partján elhelyezkedő belváros között. Az 1989-ben megkezdett építési munkálatok a csehszlovákiai bársonyos forradalom előtt álltak le, mert nem jutott pénz a metró építésének folytatására. 2003-ban ismét megpróbálták, de sikertelenül. Helyette a villamoshálózat fejlesztése mellett hozott döntést a főváros vezetése. 2008–2010 között egy gyorsvasúti jellegű, kötöttpályás közlekedést terveztek az Öreg híd felhasználásával. Az Öreg híd felújítását 2010 augusztusában kezdték el, 2015 decemberében készült el és 2016 júliusa óta kel át rajta az 1-es és a 3-as villamos, felszíni kötöttpályás összeköttetést biztosítva Pozsony túlparti városrészeivel. A megújult Öreg hídra gépjárművel nem lehet ráhajtani, csak gyalogos, kerékpáros és villamossáv halad rajta. Szintén Európai Uniós támogatásból zajlott a 3-as járat déli irányban, hét megállóval történő meghosszabbítása 2021-2025 között.

## Népesség
1910-ben 2947-en lakták, ebből 1997 német, 495 magyar és 318 szlovák.
2001-ben 117 227 lakosából 108 600 fő szlovák, 4259 magyar, 1788 cseh és 219 német.
2011-ben 105 842 lakosából 97 654 szlovák, 3512 magyar, 1200 cseh, 155 német.

## Nevezetességei
- A Szent Kereszt Felmagasztalása tiszteletére szentelt, katolikus temploma 1933-ban épült.
- A Fájdalmas Szűzanya tiszteletére szentelt, római katolikus temploma 2001-ben készült.
- Az itteni Janko Kráľ parkban állt 1956 és 2002 között Radnai Béla Petőfi-szobra, melyet rendszeresen megrongáltak, azóta áthelyezték a belvárosba, a Medikus parkba.
- Itt áll a ferences templom egykori gótikus tornya is, amelyet millenniumi emlékművé alakítottak át.
- A Park kávéház 1827-ben épült a Duna déli partján.
- Közgazdaságtudományi Egyetem.
- Aréna Színház.

## Képek

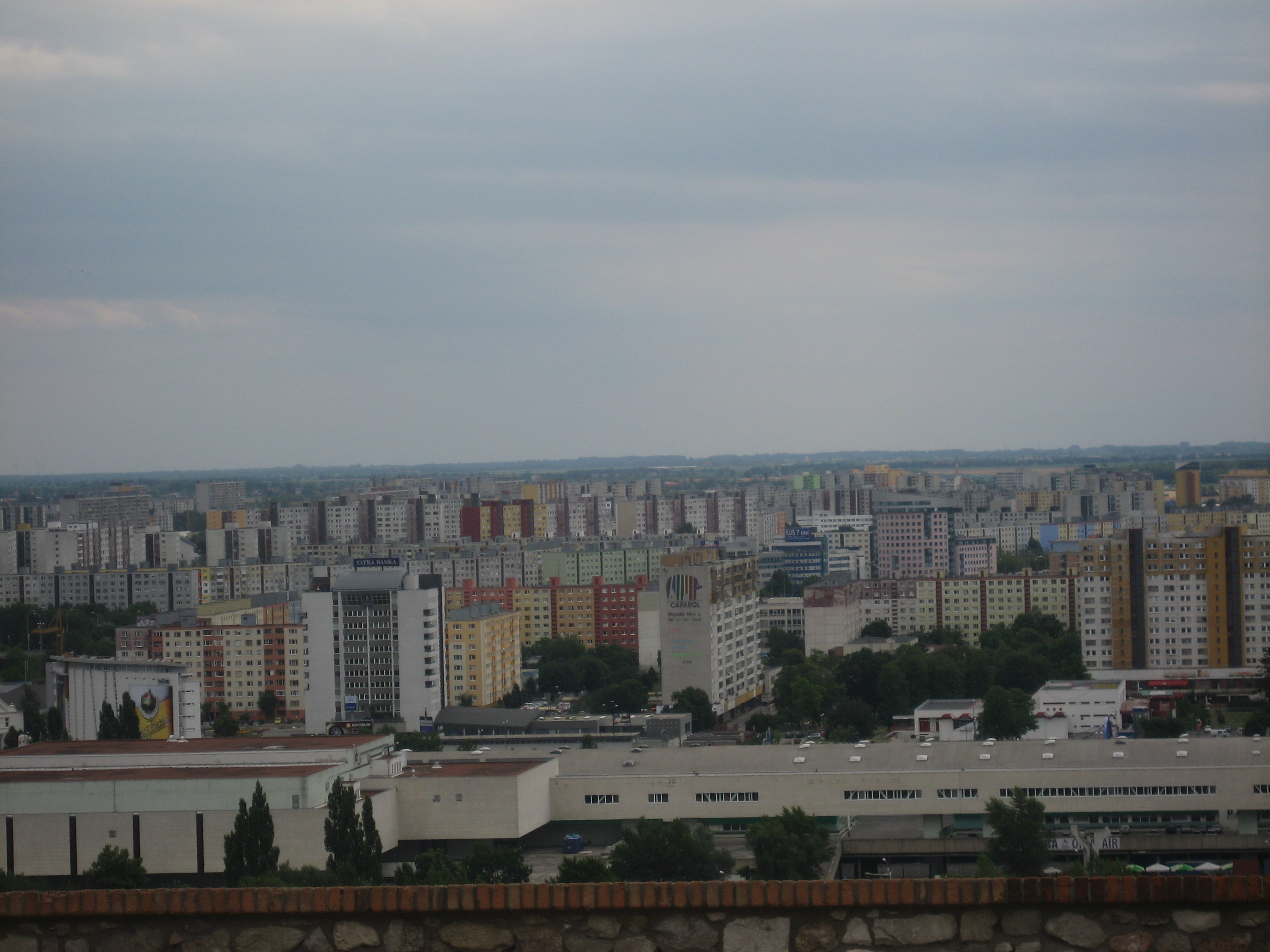
A lakótelep
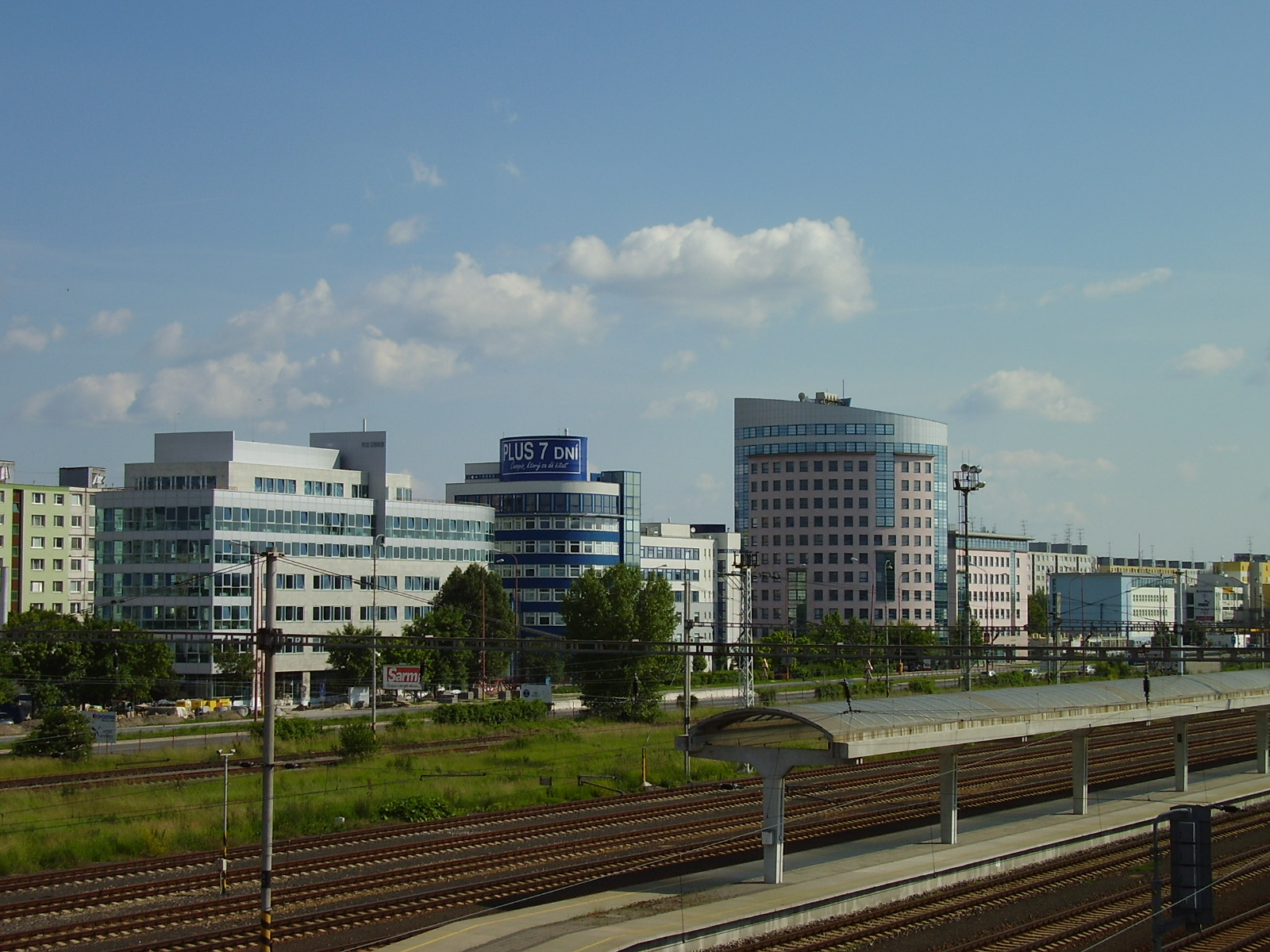
Panónska cesta
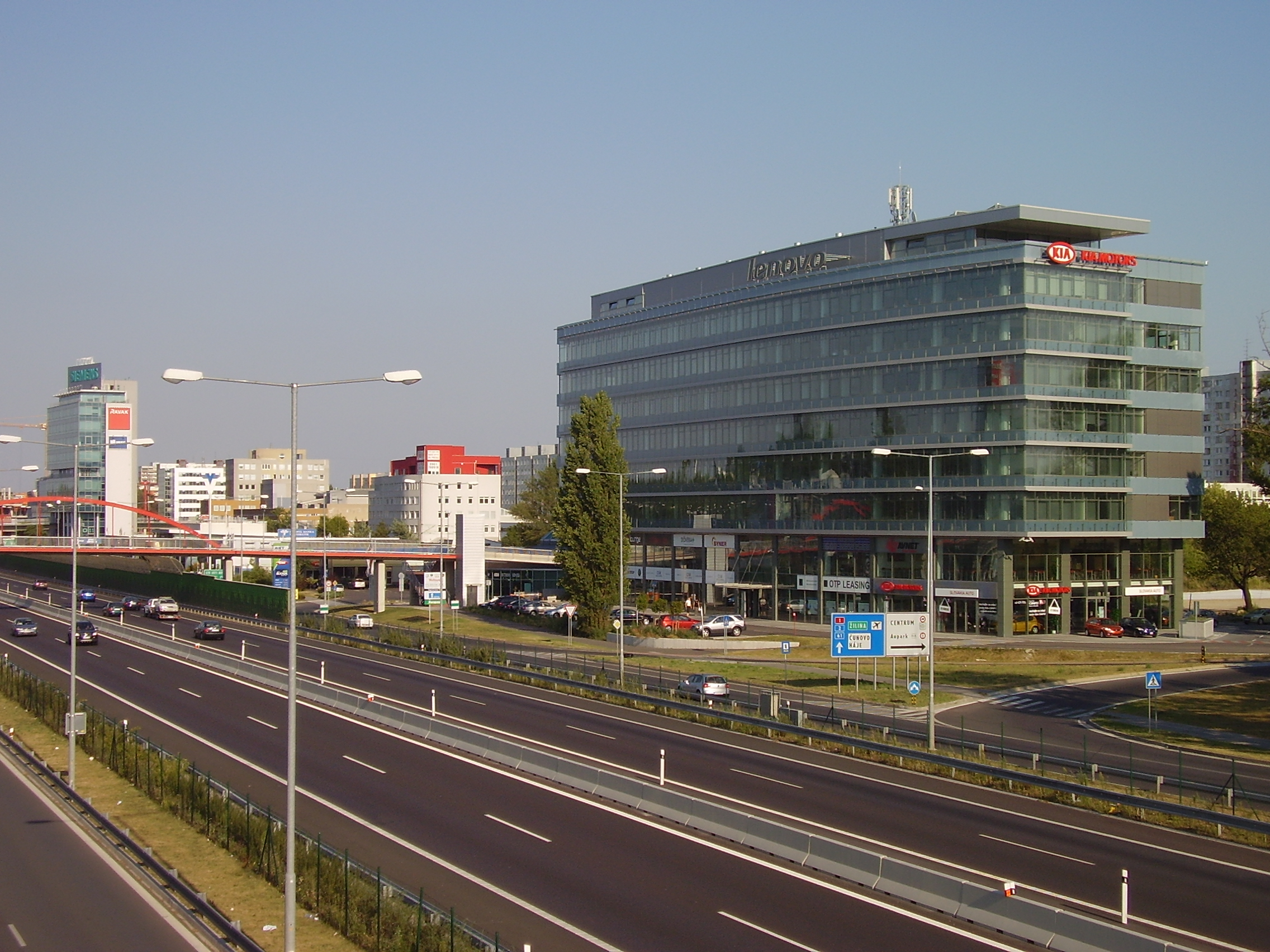
Einstein út
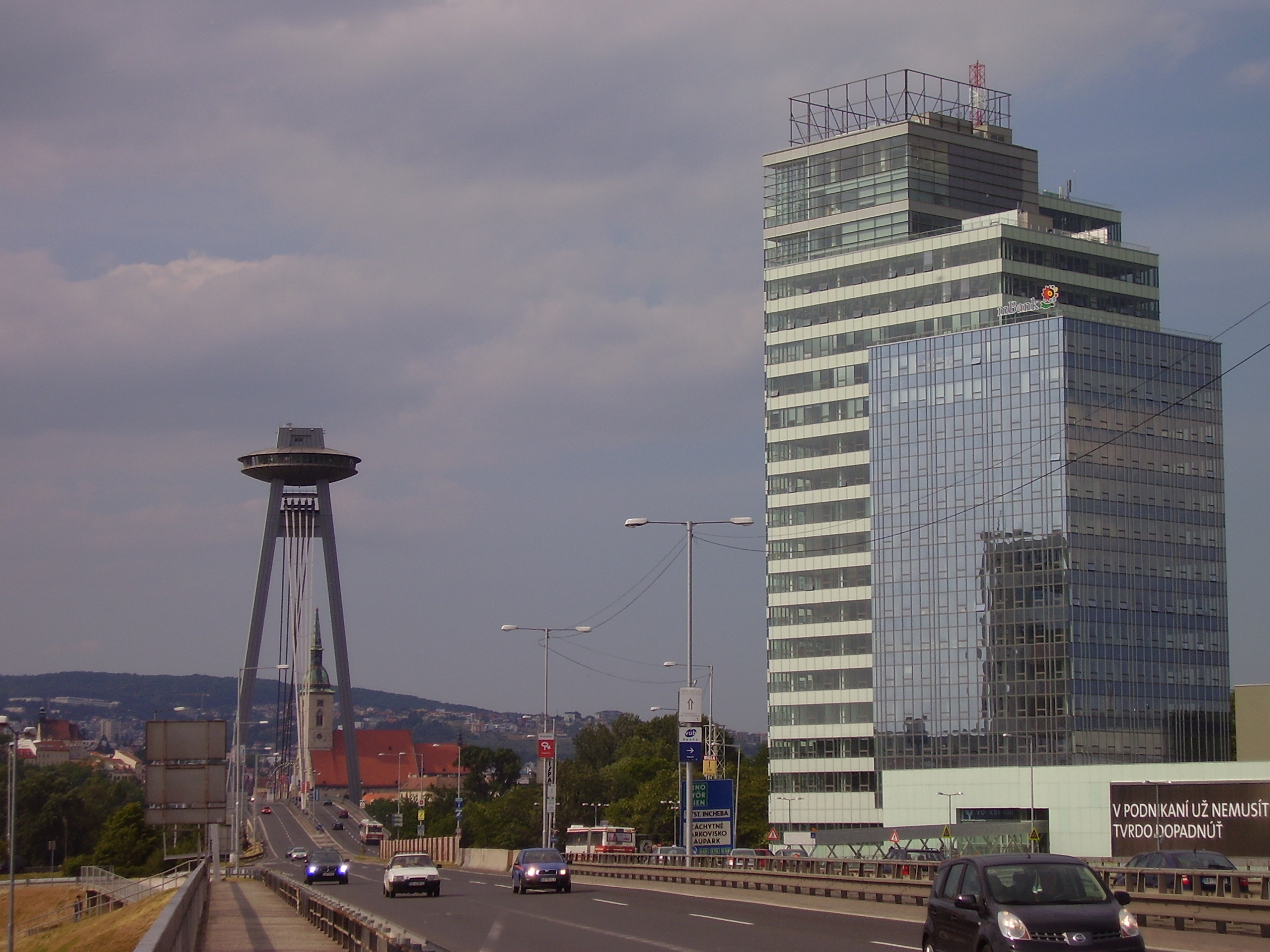
Aupark torony
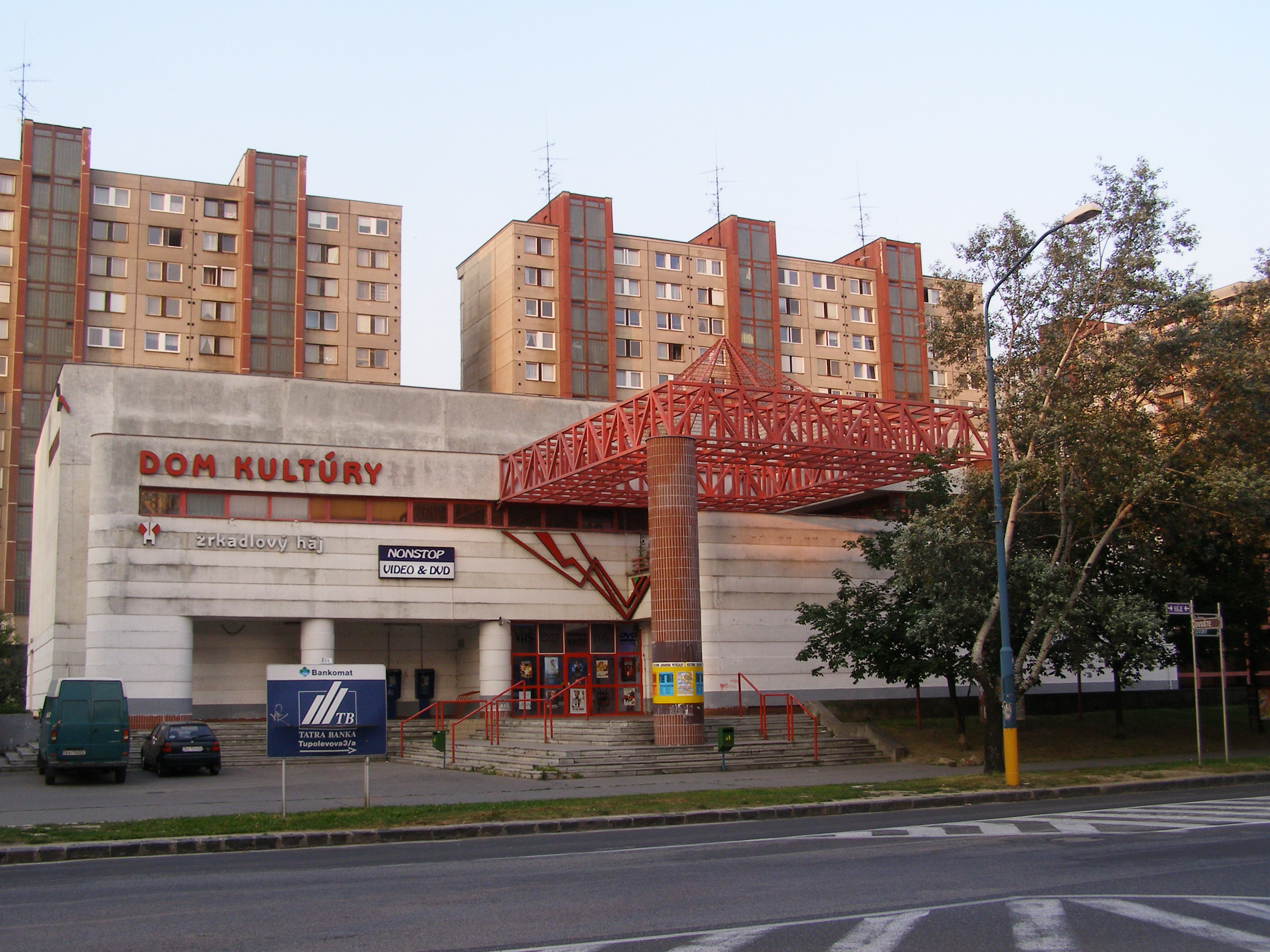
Kultúrház
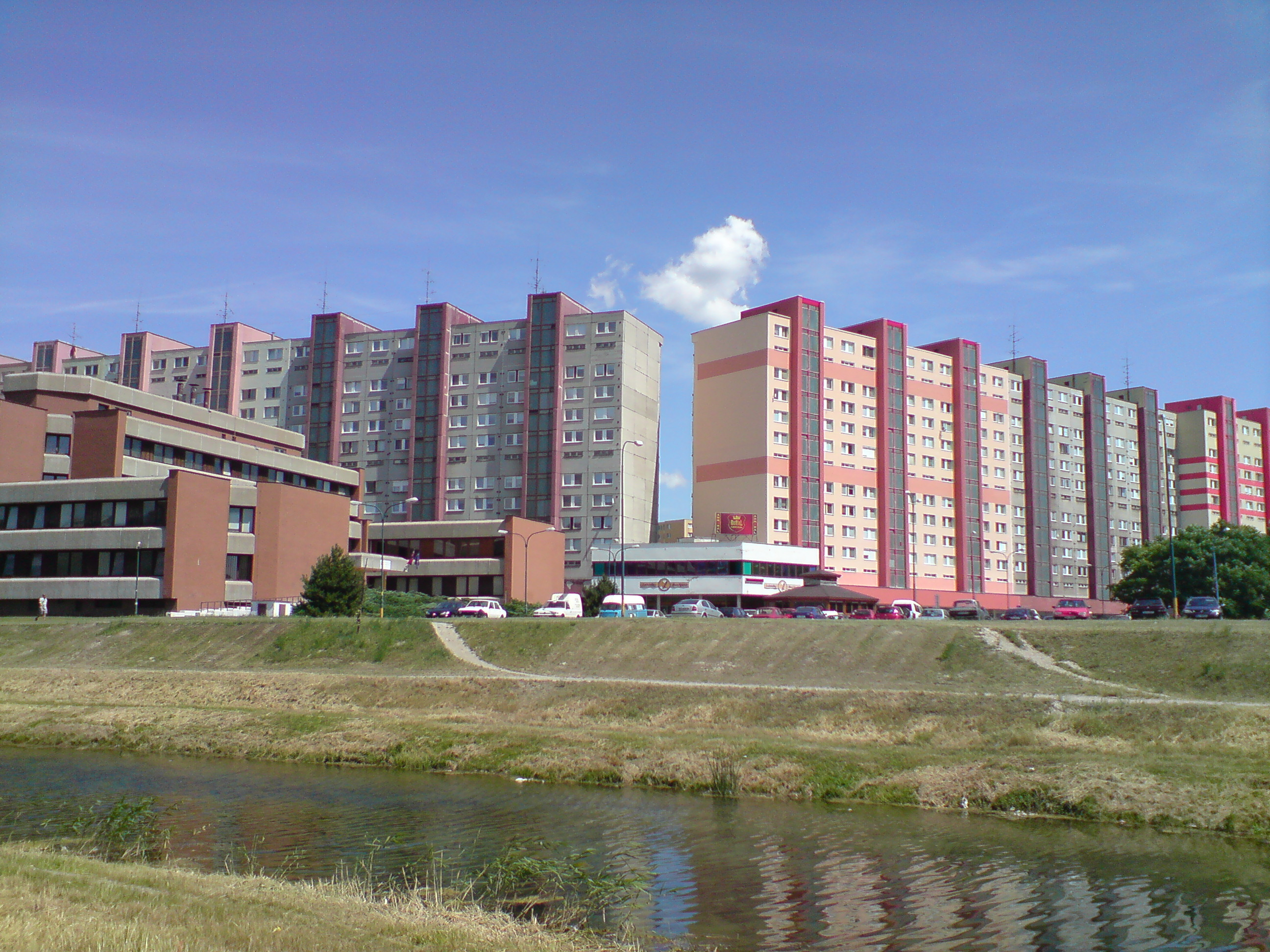
Lakótelep
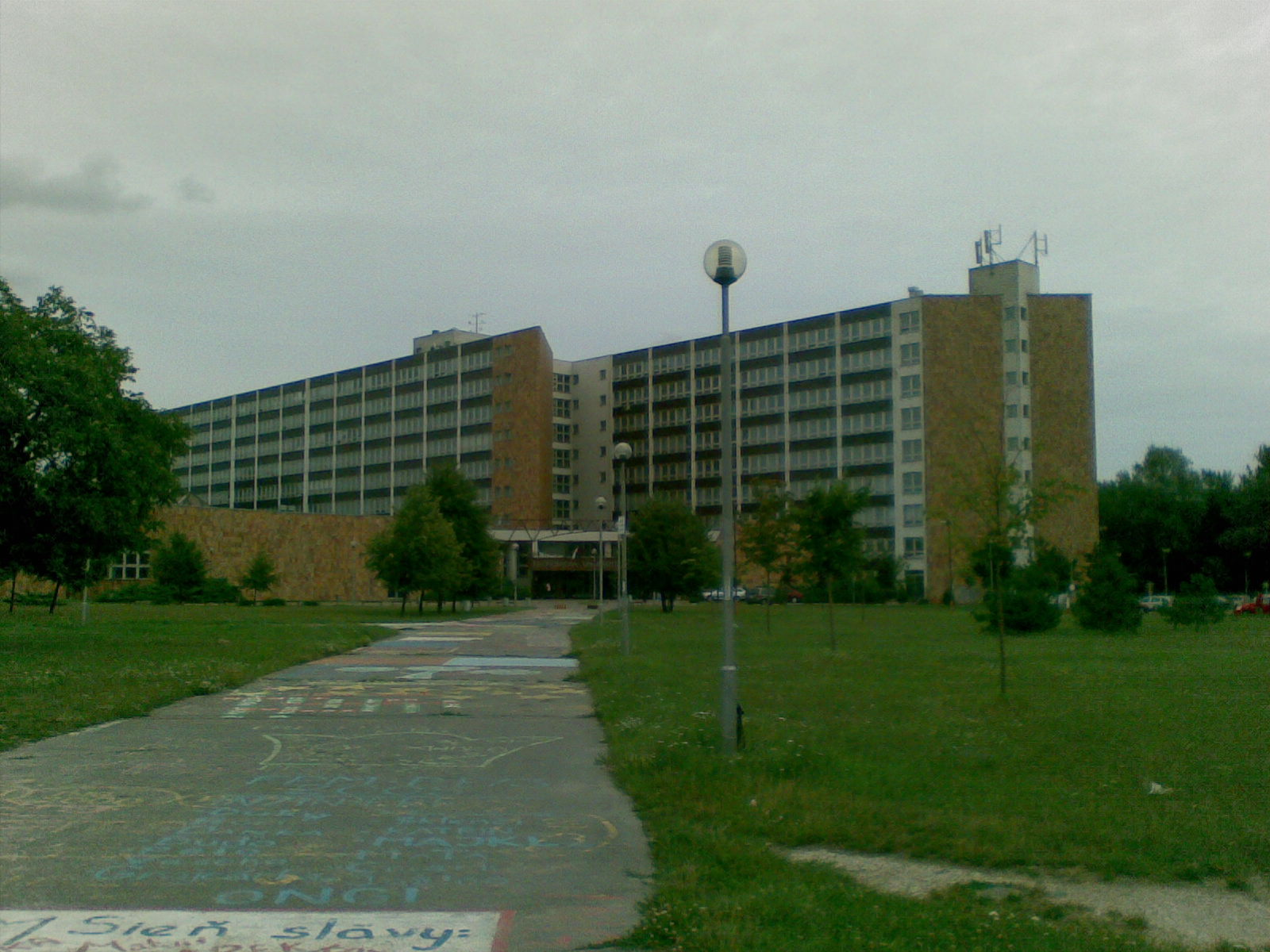
Pozsonyi Közgazdaság-tudományi Egyetem
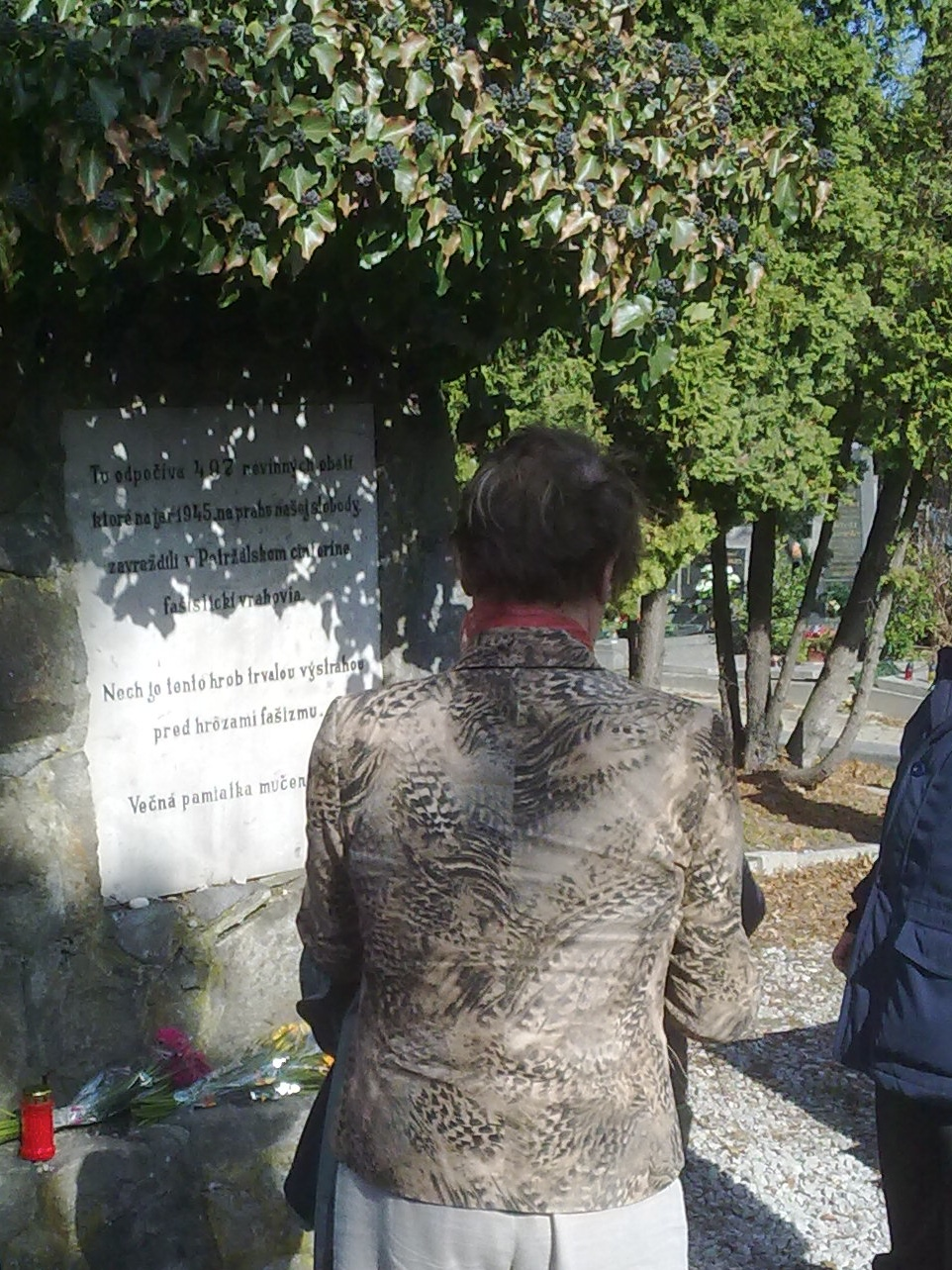
Munkaszolgálatos magyar zsidók emlékműve a temetőben

## Híres emberek
- Itt született Schöne Náci 1897. augusztus 11-én.
- Itt született 1911. szeptember 28-án Kallós Miklós Elek szobrászművész.
- Itt hunyt el Kunszt Károly (1859-1939) kántortanító, vadász, preparátor, ornitológus.

## Fordítás
- Ez a szócikk részben vagy egészben a Petržalka című német Wikipédia-szócikk ezen változatának fordításán alapul.  Az eredeti cikk szerkesztőit annak laptörténete sorolja fel. Ez a jelzés csupán a megfogalmazás eredetét és a szerzői jogokat jelzi, nem szolgál a cikkben szereplő információk forrásmegjelöléseként.